# アレクシア・ランドー
アレクシア・ランドー（Alexia Landeau、1975年2月12日 - ）は、フランス系アメリカ人の女優。

## 経歴
パリで育ち、16歳のときにアメリカ合衆国へ移り住んだランドーは、東海岸の大学に通ったのち、カリフォルニア州での生活を経て、ブルックリンに暮らす。
『サンキュー、ボーイズ』『ムーンライト・マイル』『マリー・アントワネット』などに出演。2012年、共同脚本を手がけたジュリー・デルピー監督『ニューヨーク、恋人たちの2日間』に出演する。ゾエ・カサヴェテス監督『Day Out of Days』に主演することが予定されている。

## フィルモグラフィー

### 長編映画
- サンキュー、ボーイズ（2001年）
- ムーンライト・マイル（2002年）
- マリー・アントワネット（2006年）
- パリ、恋人たちの2日間（2007年）
- ニューヨーク、恋人たちの2日間（2012年）
- Day Out of Days（2015年）

### 短編映画
- Men Make Women Crazy Theory（2000年）

### テレビドラマ
- WITHOUT A TRACE/FBI 失踪者を追え!（2005年）